# Свобода Бенева
Свобода Бенева е българска химичка и университетска преподавателка, доцент в Софийския университет.

## Биография
Родена е на 6 февруари 1940 г. в Айтос. Завършва средно образование в родния си град, а след това специалност „Учител по химия и физика“ в Химическия факултет на Софийския университет.
Работи като учителка в Ямбол и в София. През ноември 1972 г. е назначена за инспектор по химия към Министерството на народната просвета. През 1982 г., след спечелен конкурс, заема длъжността старши преподавател в Централния институт за усъвършенстване на учители и ръководни кадри (ЦИУУРК) – днес Департамент за информация и усъвършенстване на учители (ДИУУ), в Софийския университет.
През 1983 г. защитава докторска дисертация на тема „Система и логическа структура на основните химични понятия в курса по органична химия на средното училище“. През 1989 г. е избрана за доцент по методика на обучението по химия и ръководител на Катедрата по природо-математически и технологични дисциплини към ДИУУ.
Популяризира химичната наука. Има над 120 публикации – книги, статии, учебници. Авторка е на статии за отбелязване на юбилейни годишнини на видни учени – Михаил Ломоносов, Дмитрий Менделеев, Мария Кюри, Асен Златаров и др. Изнася беседи по програма „Хоризонт“ на Българско национално радио. Водеща е на национално телевизионно състезание с ученици по повод 150 години от рождението на Д. И. Менделеев и на национално състезание в Хасково при отбелязване на 100-годишнината от рождението на Асен Златаров.